# Флир, Кристин
Кристин Флир (фр. Christine Flear; Леруа (фр. Leroy); род. 22 апреля 1967) — французская шахматистка, международный мастер среди женщин (1986).
Многократная чемпионка Франции (1985, 1991, 1994, 1998 и 1999).
В составе сборной Франции участница 8-и Олимпиад (1986—2000) и 4-х командных чемпионатов Европы (1992—1999, 2007).

## Изменения рейтинга
| Графики недоступны из-за технических проблем. См. информацию на Фабрикаторе и на mediawiki.org. |